# Längdskidåkning vid olympiska vinterspelen 2018
Längdskidåkning vid olympiska vinterspelen 2018 arrangerades i Alpensia längdåkningsarena i Pyeongchang i Sydkorea. Totalt avgjordes 12 grenar.

## Medaljsammanfattning
Damer
| Gren                                      | Guld                                                                                  | Guld                                                                                  | Silver                                                         | Silver                                                         | Brons | Brons |
| ----------------------------------------- | ------------------------------------------------------------------------------------- | ------------------------------------------------------------------------------------- | -------------------------------------------------------------- | -------------------------------------------------------------- | --- | --- |
| Sprint, klassisk stil Detaljer...         | Stina Nilsson Sverige                                                                 | Stina Nilsson Sverige                                                                 | Maiken Caspersen Falla Norge                                   | Maiken Caspersen Falla Norge                                   | Julija Belorukova Olympiska idrottare från Ryssland                                                         | Julija Belorukova Olympiska idrottare från Ryssland                                                         |
| Sprintstafett, fristil Detaljer...        | USA Jessie Diggins Kikkan Randall                                                     | USA Jessie Diggins Kikkan Randall                                                     | Sverige Stina Nilsson Charlotte Kalla                          | Sverige Stina Nilsson Charlotte Kalla                          | Norge Marit Bjørgen Maiken Caspersen Falla                                                                  | Norge Marit Bjørgen Maiken Caspersen Falla                                                                  |
| 10 km fristil Detaljer...                 | Ragnhild Haga Norge                                                                   | Ragnhild Haga Norge                                                                   | Charlotte Kalla Sverige                                        | Charlotte Kalla Sverige                                        | Marit Bjørgen Norge Krista Pärmäkoski Finland                                                               | Marit Bjørgen Norge Krista Pärmäkoski Finland                                                               |
| Skiathlon, 15 km Detaljer...              | Charlotte Kalla Sverige                                                               | Charlotte Kalla Sverige                                                               | Marit Bjørgen Norge                                            | Marit Bjørgen Norge                                            | Krista Pärmäkoski Finland                                                                                   | Krista Pärmäkoski Finland                                                                                   |
| Stafett, 4 × 5 km Detaljer...             | Norge Ingvild Flugstad Østberg Astrid Uhrenholdt Jacobsen Ragnhild Haga Marit Bjørgen | Norge Ingvild Flugstad Østberg Astrid Uhrenholdt Jacobsen Ragnhild Haga Marit Bjørgen | Sverige Anna Haag Charlotte Kalla Ebba Andersson Stina Nilsson | Sverige Anna Haag Charlotte Kalla Ebba Andersson Stina Nilsson | Olympiska idrottare från Ryssland Natalja Neprjajeva Julija Belorukova Anastasija Sedova Anna Netjajevskaja | Olympiska idrottare från Ryssland Natalja Neprjajeva Julija Belorukova Anastasija Sedova Anna Netjajevskaja |
| 30 km klassisk stil, masstart Detaljer... | Marit Bjørgen Norge                                                                   | Marit Bjørgen Norge                                                                   | Krista Pärmäkoski Finland                                      | Krista Pärmäkoski Finland                                      | Stina Nilsson Sverige                                                                                       | Stina Nilsson Sverige                                                                                       |

Herrar
| Gren                                      | Guld                                                                                    | Guld                                                                                    | Silver                                                                                               | Silver                                                                                               | Brons                                                                              | Brons                                                                              |
| ----------------------------------------- | --------------------------------------------------------------------------------------- | --------------------------------------------------------------------------------------- | --- | --- | ---------------------------------------------------------------------------------- | ---------------------------------------------------------------------------------- |
| Sprint, klassisk stil Detaljer...         | Johannes Høsflot Klæbo Norge                                                            | Johannes Høsflot Klæbo Norge                                                            | Federico Pellegrino Italien                                                                          | Federico Pellegrino Italien                                                                          | Aleksandr Bolsjunov Olympiska idrottare från Ryssland                              | Aleksandr Bolsjunov Olympiska idrottare från Ryssland                              |
| Sprintstafett, fristil Detaljer...        | Norge Martin Johnsrud Sundby Johannes Høsflot Klæbo                                     | Norge Martin Johnsrud Sundby Johannes Høsflot Klæbo                                     | Olympiska idrottare från Ryssland Denis Spitsov Aleksandr Bolsjunov                                  | Olympiska idrottare från Ryssland Denis Spitsov Aleksandr Bolsjunov                                  | Frankrike Maurice Manificat Richard Jouve                                          | Frankrike Maurice Manificat Richard Jouve                                          |
| 15 km fristil Detaljer...                 | Dario Cologna Schweiz                                                                   | Dario Cologna Schweiz                                                                   | Simen Hegstad Krüger Norge                                                                           | Simen Hegstad Krüger Norge                                                                           | Denis Spitsov Olympiska idrottare från Ryssland                                    | Denis Spitsov Olympiska idrottare från Ryssland                                    |
| Skiathlon, 30 km Detaljer...              | Simen Hegstad Krüger Norge                                                              | Simen Hegstad Krüger Norge                                                              | Martin Johnsrud Sundby Norge                                                                         | Martin Johnsrud Sundby Norge                                                                         | Hans Christer Holund Norge                                                         | Hans Christer Holund Norge                                                         |
| Stafett, 4 × 10 km Detaljer...            | Norge Didrik Tønseth Martin Johnsrud Sundby Simen Hegstad Krüger Johannes Høsflot Klæbo | Norge Didrik Tønseth Martin Johnsrud Sundby Simen Hegstad Krüger Johannes Høsflot Klæbo | Olympiska idrottare från Ryssland Andrej Larkov Aleksandr Bolsjunov Aleksej Tjervotkin Denis Spitsov | Olympiska idrottare från Ryssland Andrej Larkov Aleksandr Bolsjunov Aleksej Tjervotkin Denis Spitsov | Frankrike Jean-Marc Gaillard Maurice Manificat Clément Parisse Adrien Backscheider | Frankrike Jean-Marc Gaillard Maurice Manificat Clément Parisse Adrien Backscheider |
| 50 km klassisk stil, masstart Detaljer... | Iivo Niskanen Finland                                                                   | Iivo Niskanen Finland                                                                   | Aleksandr Bolsjunov Olympiska idrottare från Ryssland                                                | Aleksandr Bolsjunov Olympiska idrottare från Ryssland                                                | Andrej Larkov Olympiska idrottare från Ryssland                                    | Andrej Larkov Olympiska idrottare från Ryssland                                    |

## Medaljtabell
| Pl. | Nation                            | Guld | Silver | Brons | Totalt |
| --- | --------------------------------- | ---- | ------ | ----- | ------ |
| 1   | Norge                             | 7    | 4      | 3     | 13     |
| 2   | Sverige                           | 2    | 3      | 1     | 6      |
| 3   | Finland                           | 1    | 1      | 2     | 4      |
| 4   | Schweiz                           | 1    | 0      | 0     | 1      |
| 4   | USA                               | 1    | 0      | 0     | 1      |
| 6   | Olympiska idrottare från Ryssland | 0    | 3      | 5     | 8      |
| 7   | Italien                           | 0    | 1      | 0     | 1      |
| 8   | Frankrike                         | 0    | 0      | 2     | 2      |
|     | Totalt                            | 12   | 12     | 13    | 37     |

### Fotnoter
1. ↑  ”Cross country skiing” (på engelska). Pyeongchang 2018 Sport. Arkiverad från originalet den 18 maj 2017. https://web.archive.org/web/20170518084042/https://www.pyeongchang2018.com/en/olympicstory/sports/snow/cross-country-skiing/view. Läst 1 maj 2017.
2. ↑  Cross-Country Skiing - Ladies' Sprint Classic. pyeongchang2018.com. Läst 13 februari 2018.
3. ↑  Cross-Country Skiing - Ladies' Team Sprint Free. pyeongchang2018.com. Läst 21 februari 2018.
4. ↑  Cross-Country Skiing - Ladies' 10km Free. pyeongchang2018.com. Läst 15 februari 2018.
5. ↑  ”Cross-Country Skiing - Ladies' 7.5km + 7.5km Skiathlon” (på engelska). Pyeongchang 2018. https://www.pyeongchang2018.com/en/game-time/results/OWG2018/resOWG2018/pdf/OWG2018/CCS/OWG2018_CCS_C73B_CCSWSKIATHLN----------FNL-000100--.pdf. Läst 10 februari 2018.
6. ↑  Cross-Country Skiing - Ladies' 4 x 5km Relay. pyeongchang2018.com. Läst 17 februari 2018.
7. ↑  Cross-Country Skiing - Ladies' 30 km Mass Start Classic. pyeongchang2018.com. Läst 25 februari 2018.
8. ↑  Cross-Country Skiing - Mens' Sprint Classic. pyeongchang2018.com. Läst 13 februari 2018.
9. ↑  Cross-Country Skiing - Men's Team Sprint Free. pyeongchang2018.com. Läst 21 februari 2018.
10. ↑  Cross-Country Skiing - Men's 15km Free. pyeongchang2018.com. Läst 16 februari 2018.
11. ↑  ”Cross-Country Skiing - Men's 15km + 15km Skiathlon” (på engelska). Pyeongchang 2018. https://www.pyeongchang2018.com/en/game-time/results/OWG2018/resOWG2018/pdf/OWG2018/CCS/OWG2018_CCS_C73B_CCSMSKIATHLN----------FNL-000100--.pdf. Läst 11 februari 2018.
12. ↑  Cross-Country Skiing - Men's 4 x 10km Relay. pyeongchang2018.com. Läst 18 februari 2018.
13. ↑  Cross-Country Skiing - Men's 50km Mass Start Classic. pyeongchang2018.com. Läst 24 februari 2018.